# Zigeunerlieder (Brahms)

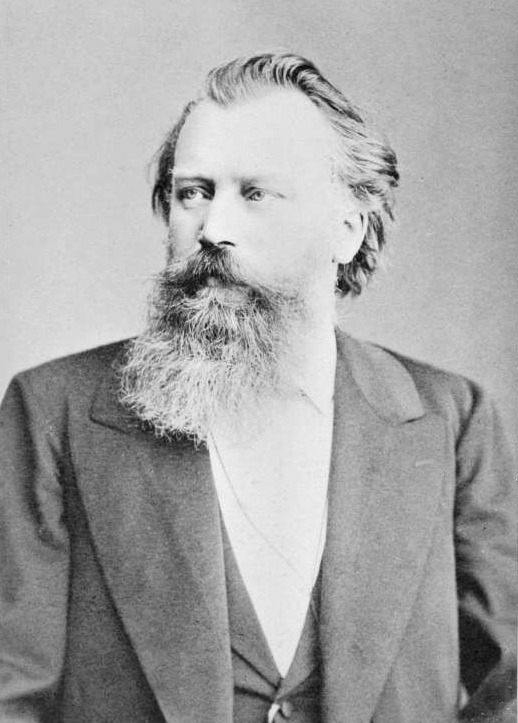
Johannes Brahms (1887)

Die Zigeunerlieder op. 103 und op. 112, Nr. 3–6 sind ein Liederzyklus für 4 Singstimmen (oder Chor) und Klavier von Johannes Brahms. Die Texte sind ungarische Volkslieder in deutscher Nachdichtung von Hugo Conrat (eigentlich: Hugo Cohn; * 2. Juni 1845, Breslau; † 22. März 1906, Berlin), einem Bekannten Brahms’ aus dem Wiener Kreis. Die eigentliche Übersetzung der Texte hatte allerdings das ungarische Kindermädchen der Familie Conrat besorgt.

## Geschichte
Die ersten elf der Zigeunerlieder, „die in bestimmter Anordnung als in einem romanhaften Zusammenhang stehend verstanden werden konnten“ (Brahms), vertonte Brahms entweder im Thuner Sommer 1887 oder im Winter 1887/88 in einem Zuge während eines Aufenthalts in Budapest. Weitere vier Lieder folgten 1891 und wurden zusammen mit den Gesangsquartetten Sehnsucht und Nächtens (Text: Franz Theodor Kugler), die in keinem inhaltlichen Zusammenhang mit den Zigeunerliedern stehen, als op. 112 veröffentlicht.
Die Zigeunerlieder können in Brahms’ Gesamtwerk einerseits als vokale Gegenstücke zu den Ungarischen Tänzen und andererseits als exotischere Gegenstücke zu den Liebeslieder-Walzern op. 52 und 65 gesehen werden. Der Zyklus verdankt seine Popularität dem Enthusiasmus für die nationalen Strömungen in der Musik des 19. Jahrhunderts, wobei in dieser Zeit der Begriff Zigeunermusik fälschlich weitgehend mit ungarischer Volksmusik gleichgesetzt wurde.
Die erste öffentliche Aufführung der Lieder op. 103 fand am 31. Oktober 1888 in Berlin statt. Der Zyklus war von Anfang ein großer Erfolg, doch bereitete die Platzierung des Werks im Konzertsaal dem Komponisten auch einiges Unbehagen: die Lieder waren von Brahms eigentlich als solistisch besetzte Gesangsquartette für den hausmusikalischen Gebrauch konzipiert worden. Dennoch eignen sich die Lieder auch sehr gut für (kleine) chorische Besetzungen, gerade in Verbindung mit dem voluminösen Klang moderner Klaviere, so dass heute die Aufführung durch Chöre in der Konzertpraxis eher die Regel darstellt. CD-Einspielungen sind dagegen häufig in solistischer Besetzung zu finden.

## Die Titel
Zigeunerlieder, op. 103
1. He, Zigeuner, greife in die Saiten
2. Hochgetürmte Rimaflut
3. Wißt ihr, wann mein Kindchen
4. Lieber Gott, du weißt
5. Brauner Bursche führt zum Tanze
6. Röslein dreie in der Reihe
7. Kommt dir manchmal in den Sinn
8. Horch, der Wind klagt in den Zweigen
9. Weit und breit schaut niemand mich an
10. Mond verhüllt sein Angesicht
11. Rote Abendwolken ziehn

Vier Zigeunerlieder, op. 112
1. Himmel strahlt so helle
2. Rote Rosenknospen künden
3. Brennessel steht an Weges Rand
4. Liebe Schwalbe, kleine Schwalbe